# Emmanuel Kiwanuka Nsubuga
Emmanuel Kiwanuka Nsubuga (5 de novembro de 1914 - 20 de abril de 1991) foi o primeiro Arcebispo da Arquidiocese de Campala de 1966 a 1990 e um cardeal de 1976 até sua morte.  Ele era um adversário dos abusos dos direitos humanos da ditadura militar de Idi Amin. 
Durante o governo de Amin, o cardeal Nsubuga falou contra os abusos dos direitos humanos do governo. Ele também incentivou padres e freiras em todo o país a abrigar pessoas que fugiam do assédio do exército durante a guerra civil que mais tarde se alastrou durante o governo de Milton Obote.
Ele foi sucedido em 1990 como Arcebispo de Campala pelo Cardeal Emmanuel Wamala.